# Лассан
Лассан (нем. Lassan) — город в Германии, в земле Мекленбург-Передняя Померания.
Входит в состав района Восточная Передняя Померания. Подчиняется управлению Ам Пенестром.  Население составляет 1597 человек (на 31 декабря 2010 года). Занимает площадь 12,60 км². Официальный код  —  13 0 59 049.